# Stiftsgebäude

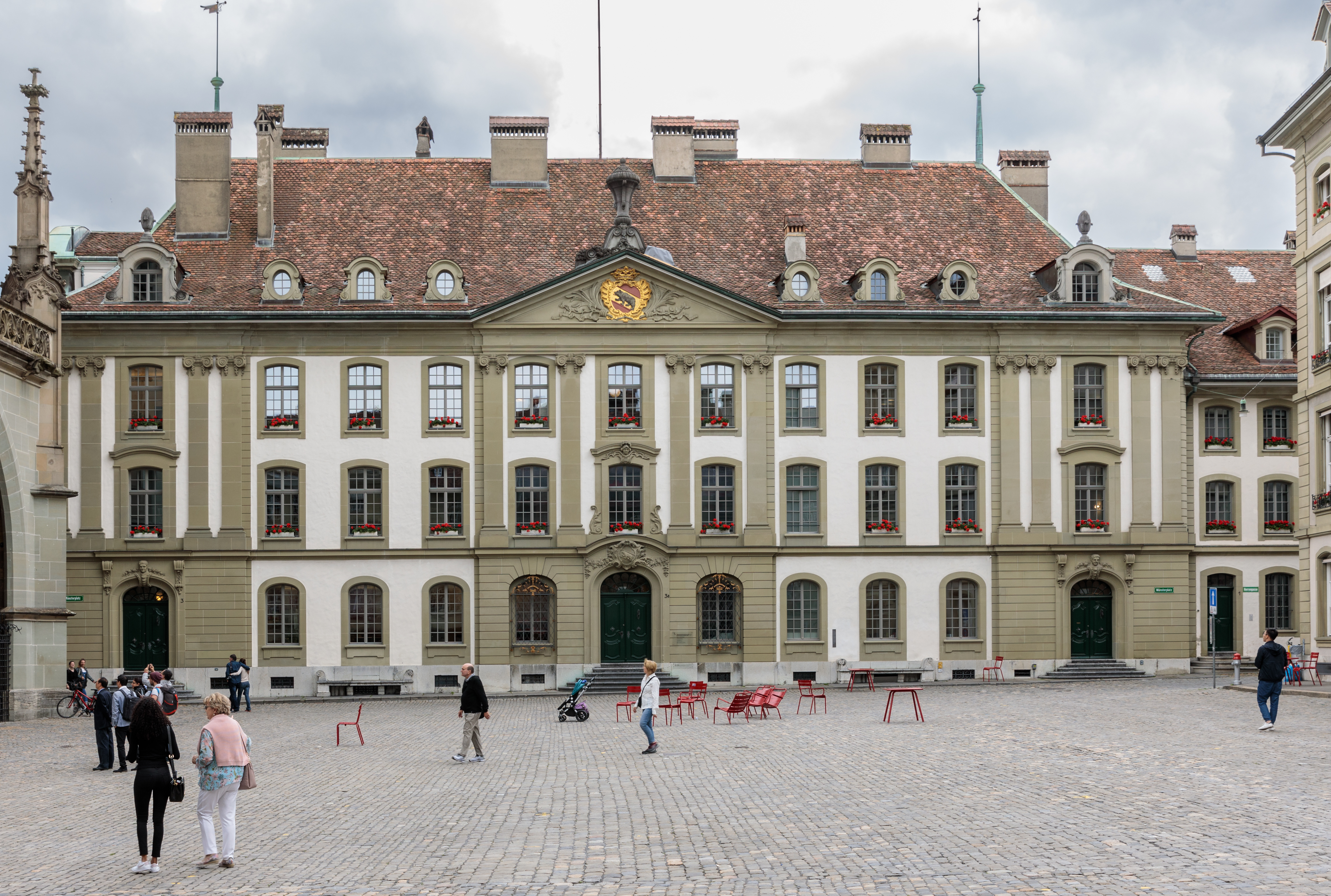
Stiftsgebäude am Münsterplatz (2019)

Das Stiftsgebäude ist ein Gebäude am Münsterplatz 3 in Bern.
Vorgängerbauten waren das erste Deutschordenshaus, das vor 1256 erbaut wurde. Es verschwand beim Bau des Münsters nach 1421. Das zweite Deutschordenshaus entstand 1427 bis 1435. 1485 wurde das Ordenshaus in ein weltliches Chorherrenstift umgewandelt.
Der heutige Bau erfolgte nach Plänen von Albrecht Stürler und wurde 1745 bis 1755 unter der Leitung von Samuel Lutz und Ludwig Emanuel Zehender erstellt. Der östliche Anbau entstand 1747 anstelle der Mattentreppe und wurde 1895 aufgestockt. Der westliche Anbau, das Provisorhaus, wurde unter Niklaus Hebler bis 1755 fertiggestellt. Das plastische Werk der Fassade, so auch das Berner Wappen in Rocaillekartusche im Tympanon, wurde durch Johann Friedrich Funk ausgeführt. Das Stiftsgebäude ist gegenwärtig Sitz der kantonalen Wirtschafts-, Energie- und Umweltdirektion.